# Aemilius Magnus Arborius
Aemilius Magnus Arborius (* um 270 in Aquitanien; † nach 330 in Konstantinopel; beide Angaben unsicher), Sohn des Caecilius Argicius Arborius aus Augustodunum (Atun) und der Aemilia Corinthia Maura, war ein spätantiker Rhetor. Seine beiden Schwestern hießen Aemilia Hilaria, eine Ärztin und lebenslang Jungfrau, und Aemilia Aeonia, die Mutter des Dichters Ausonius. Von Letzterem ist das meiste aus seinem Leben überliefert. Arborius war Anwalt, Rhetor und Grammatiklehrer in Tolosa (Toulouse). Dort lebte er vor allem als Lehrer der lateinischen Grammatik in einer von ihm gegründeten Schule und war Anwalt an den Gerichten der Narbonensis, Novempopulana und der Hispania Tarraconensis.
Zu der Zeit, als Arborius in Tolosa seine Schule betrieb, hielten sich auch die Halbbrüder Konstantins des Großen, Julius Constantius, Flavius Dalmatius und Flavius Hannibalianus, im Exil dort auf. Sie sollen Unterricht bei ihm genommen haben. Wahrscheinlich erfolgte durch diese Bekanntschaft mit der kaiserlichen Familie die Berufung des Arborius nach Konstantinopel um 329/330. Dort unterrichtete er einen Caesar, wahrscheinlich Constans, wodurch er Ansehen im ganzen Imperium genoss, selbst nach seinem Tod. Den Leichnam ließ Konstantin in Aquitanien bei seiner Familie bestatten. Arborius war mit einer wohlhabenden, vornehmen Frau verheiratet gewesen, hatte mit ihr aber keine Kinder gehabt.
Arborius wird zuweilen das elegische Gedicht Ad nympham nimis cultam zugeschrieben, das einzige von ihm überlieferte Werk.